# ماهیچه گیجگاهی
ماهیچه گیجگاهی یا عضله تمپورال (انگلیسی: Temporal muscle) یکی از ماهیچه‌های ناحیه سر و گردن انسان است. این عضله به شکل بادبزن است و دو طرف صورت روی حفره گیجگاهی قرار دارد و بالابرنده فک پایین است.
این ماهیچه پهن از عضلات جویدن بوده و بیشتر لوب گیجگاهی را می‌پوشاند. ماهیچه گیجگاهی از حفره گیجگاهی و نیام گیجگاهی منشا می‌گیرد.
الیاف این ماهیچه به صورت بادبزنی از خط گیجگاهی تحتانی (بر روی استخوان آهیانه) در حفره گیجگاهی شروع می‌شود. سپس ضمن عبور از روی استخوان گیجگاهی حالت لیفی پیدا می‌کند و به حاشیه زائده منقاری (کورونوئید) فک پایین متصل می‌شود. عصب هر چهار عضله محرکه فک تحتانی از تنه عصبی فک تحتانی متعلق به زوج ۵ اعصاب مغزی تأمین می‌شود.
اختلال در کار این ماهیچه ایجاد سردرد و سرگیجه و اختلال در شکل دم ابرو می‌شود.

## نگارخانه

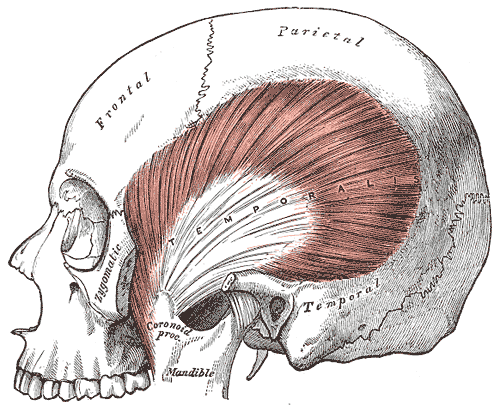
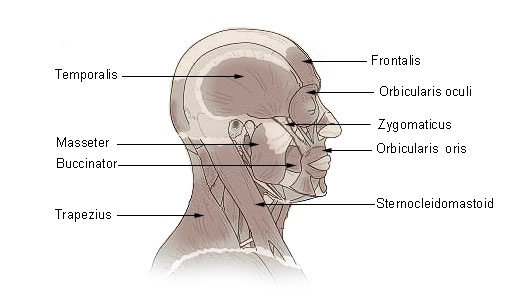
Muscles of head and neck
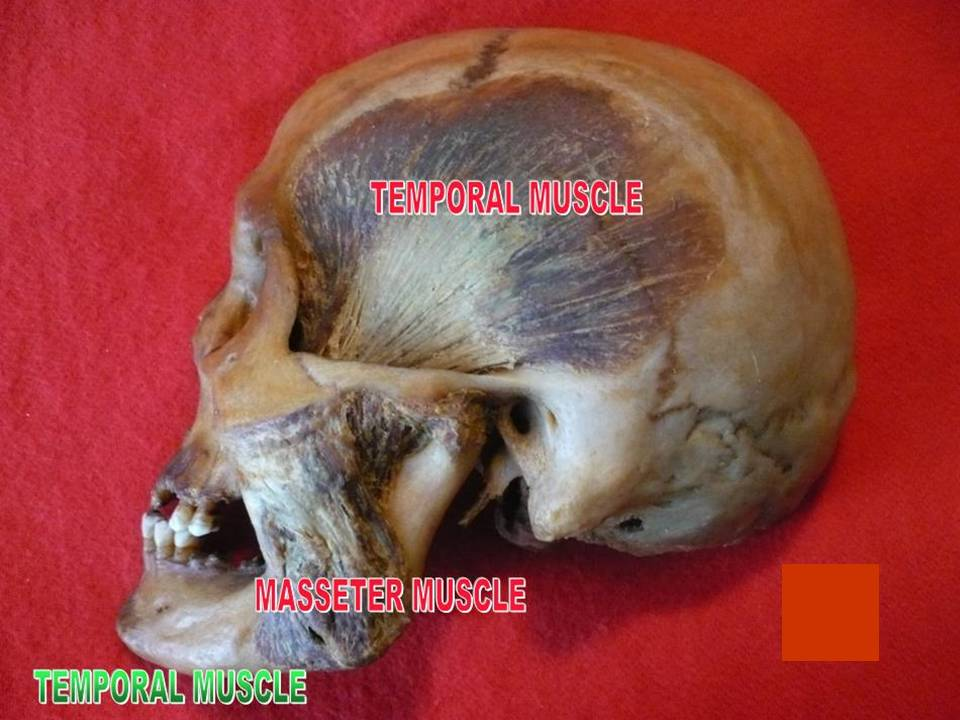
Temporal muscle.Deep dissection.Mummification process.